# Anomalocosmoecus blancasi
Anomalocosmoecus blancasi är en nattsländeart som beskrevs av Schmid 1957. Anomalocosmoecus blancasi ingår i släktet Anomalocosmoecus och familjen husmasknattsländor. Inga underarter finns listade i Catalogue of Life.